# Ética a Eudemo
A Ética a Eudemo (às vezes abreviado como EE em trabalhos acadêmicos) é um trabalho de filosofia de Aristóteles. Seu foco primário é na ética, tornando-a uma das fontes primárias disponíveis para o estudo da ética aristotélica. Tem seu nome por causa de Eudemos de Rodes, pupilo de Aristóteles que também contribuiu com a edição final do trabalho. Acredita-se geralmente que foi escrita antes da Ética a Nicômaco, apesar de este fato não estar livre de controvérsia .

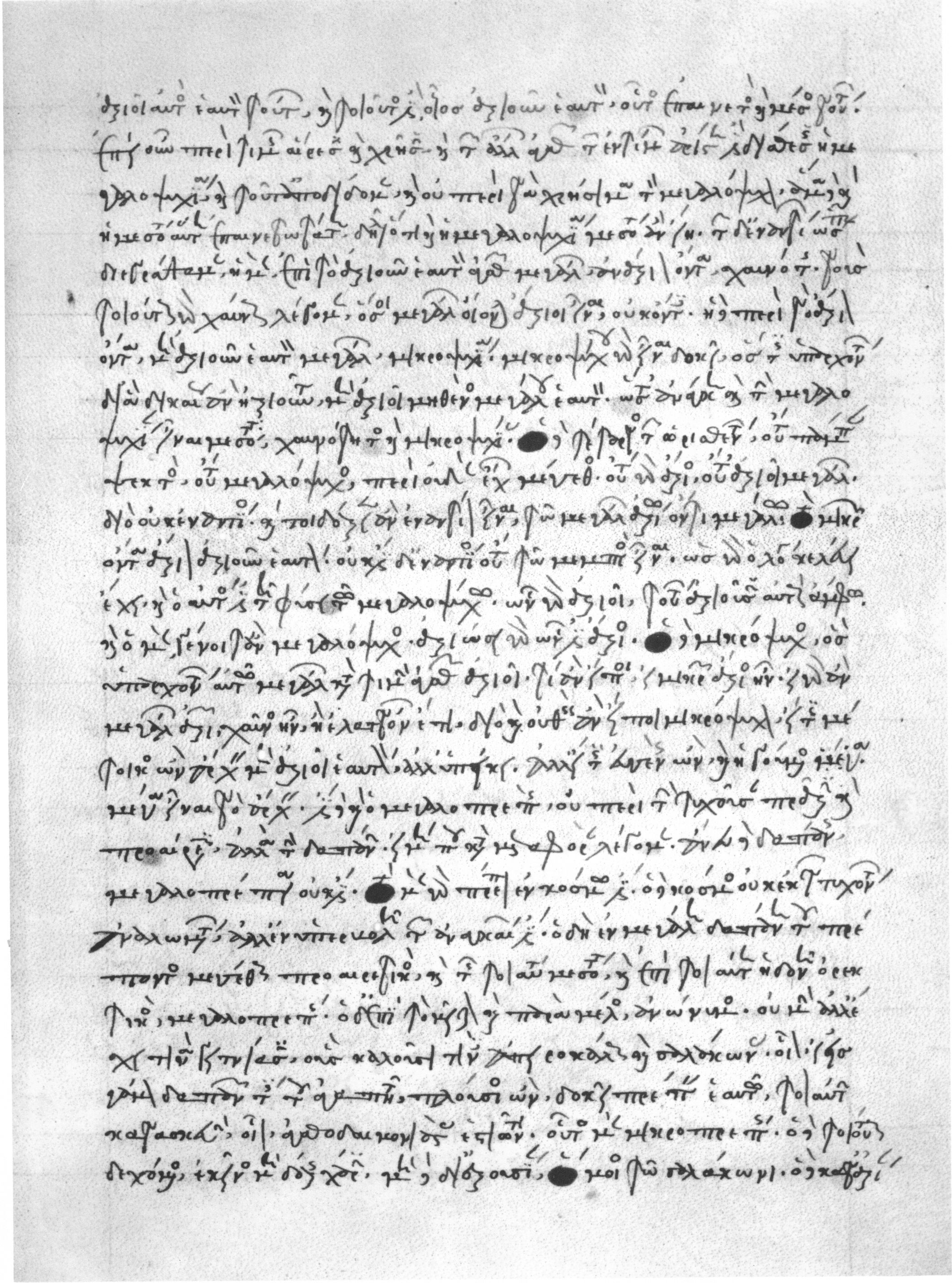
A Ética Eudêmia num manuscrito de 1279, Universidade de Cambridge, University Library, MS. Ii.5.44, fol. 120r

## Questões sobre a obra
A Ética a Eudemo geralmente recebe menos atenção que a Ética a Nicômaco, e quando os acadêmicos dizem simplesmente a ética de Aristóteles, eles quase sempre se referem à última. A Ética a Eudemo é mais breve que a Ética a Nicômaco (oito livros contra dez) e algumas de suas passagens mais interessantes se espelham na outra. Os livros IV, V e VI da Ética a Eudemo, por exemplo, são idênticos aos livros V, VI e VII da Ética a Nicômaco e, por consequência, algumas edições críticas daquela incluem apenas os livros I-III e VII-VIII (os livros emitidos geralmente são incluídos nas edições críticas desta).
O tradutor para a edição Loeb em inglês, Rackham, afirma em sua Introdução para este livro que "em alguns lugares a Ética a Eudemo é mais completa na expressão e mais discursiva que a Ética a Nicômaco". Comparada à Ética a Nicômaco, Rackham menciona, por exemplo, que a Ética a Eudemo:
- insere "a virtude da Suavidade entre a Temperança e a Liberalidade";
- adiciona "às graças menores de caráter Nemesis (a indignação justa perante a imerecida boa ou má sorte de alguém), Afabilidade e Dignidade, enquanto omite a Gentileza e Cordialidade". (A Ética a Nicômaco chega a afirmar que Nemesis seria discutida nesta mesma obra, mas isto nunca ocorre.)

No livro VIII há uma sessão sobre a Kalokagathia, a beleza e nobreza do cavalheiro, virtude que implica todas as virtudes morais bem como a boa fortuna. Não tem paralelo na Ética a Nicômaco.

## Traduções em português
- ARISTÓTELES. Ética a Eudemo. Tradução do grego, textos adicionais e notas de Edson BINI. São Paulo: Edipro, 2015.